# ジョージ・ヴェナブルズ＝ヴァーノン (初代ヴァーノン男爵)

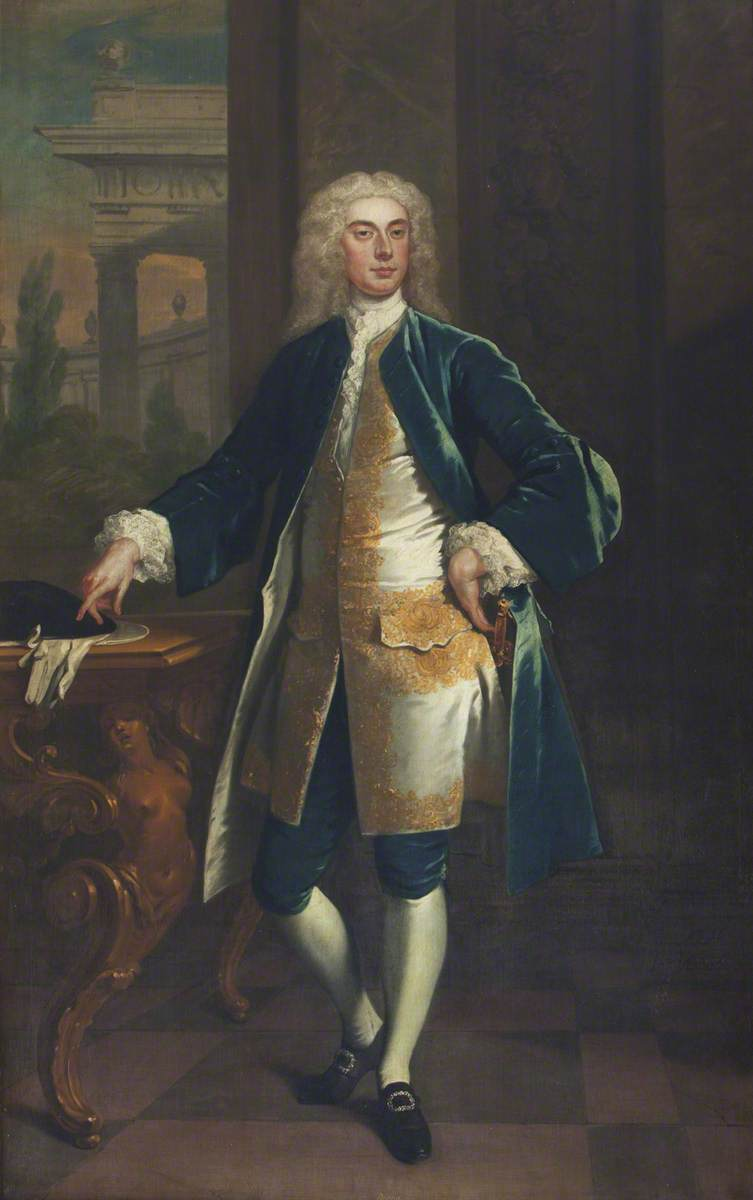
ジョン・ヴァンダーバンクによる肖像画、1736年。

初代ヴァーノン男爵ジョージ・ヴェナブルズ＝ヴァーノン（英語: George Venables-Vernon, 1st Baron Vernon、出生名ジョージ・ヴァーノン（George Vernon）、1708年2月9日 – 1780年8月21日）は、グレートブリテン王国の政治家、貴族。庶民院議員（在任：1731年 – 1747年、1754年 – 1762年）を務めた。

## 生涯
庶民院議員ヘンリー・ヴァーノン（1686年4月 – 1719年2月25日）と1人目の妻アン（Anne、旧姓ピゴット（Pigot）、1692年ごろ – 1714年4月、トマス・ピゴットの娘）の息子として、1708年2月9日に生まれた。1715年4月28日に母方の祖母の兄弟にあたるピーター・ヴェナブルズ（Peter Venables） が死去すると、その遺言状に基づきチェシャーでの領地を継承、「ヴェナブルズ」を姓に加えた。1719年に父が死去すると、ダービーシャーでの領地を継承した。
1731年5月、トーリー党候補としてリッチフィールド選挙区の補欠選挙に出馬した。リッチフィールドでは議席を掌握できるほどの勢力を有する人物がおらず、選挙戦が頻繁に生じていたが、この補欠選挙では選管がトーリー党支持だったためヴェナブルズ＝ヴァーノンが当選、1734年と1741年の総選挙でも無投票で再選した。議会でははじめ野党の一員として投票したが、1744年にトーリー党の一派である初代ゴア伯爵ジョン・ルーソン＝ゴアが与党に転じると、ヴァーノンも与党に転じた。1747年には再び野党に転じたが、1747年イギリス総選挙ではルーソン＝ゴア家と初代アンソン男爵ジョージ・アンソンが手を組んだ結果、ヴェナブルズ＝ヴァーノンが得票数4位（229票）で落選した。
1754年イギリス総選挙で政府の支持者としてダービー選挙区から出馬、第4代デヴォンシャー公爵ウィリアム・キャヴェンディッシュの支持を受けて当選した後、1761年イギリス総選挙で再選した。1760年3月20日に首相の初代ニューカッスル公爵トマス・ペラム＝ホリスに叙爵を申請して失敗した後、引き続きニューカッスル公爵の支持者として扱われたが、1762年の叙爵は3人目の妻の兄にあたる初代ハーコート伯爵サイモン・ハーコートとトーリー党の首相第3代ビュート伯爵ジョン・ステュアートへの申請が成功した結果とされる。そして、叙爵の内諾を得ると、1762年4月に議員を辞任、同年5月12日にグレートブリテン貴族であるチェシャーにおけるキンダートンのヴァーノン男爵に叙された。
1780年8月21日に死去、28日にダービーシャーのサッドベリーで埋葬された。1人目の妻との間の息子ジョージが爵位を継承した。

## 家族
1733年6月21日、メアリー・ハワード（Mary Howard、1710年4月26日ごろ – 1740年2月、第6代エフィンガムのハワード男爵トマス・ハワードの娘）と結婚、3男2女をもうけた。
- ジョージ（1735年5月9日 – 1813年6月18日） - 第2代ヴァーノン男爵[2]
- ヘンリー - 早世[2]
- ハワード - 早世[2]
- メアリー - 早世[8]
- メアリー（1739年12月19日 – 1821年12月11日[9]） - 1763年1月5日、ジョージ・アダムズ（英語版）（1731年7月25日洗礼 – 1789年10月27日）と結婚、子供あり[10]

1741年12月22日、アン・リー（Anne Lee、1742年9月22日没、第3代準男爵サー・トマス・リーの娘）と再婚したが、2人の間に子供はいなかった。

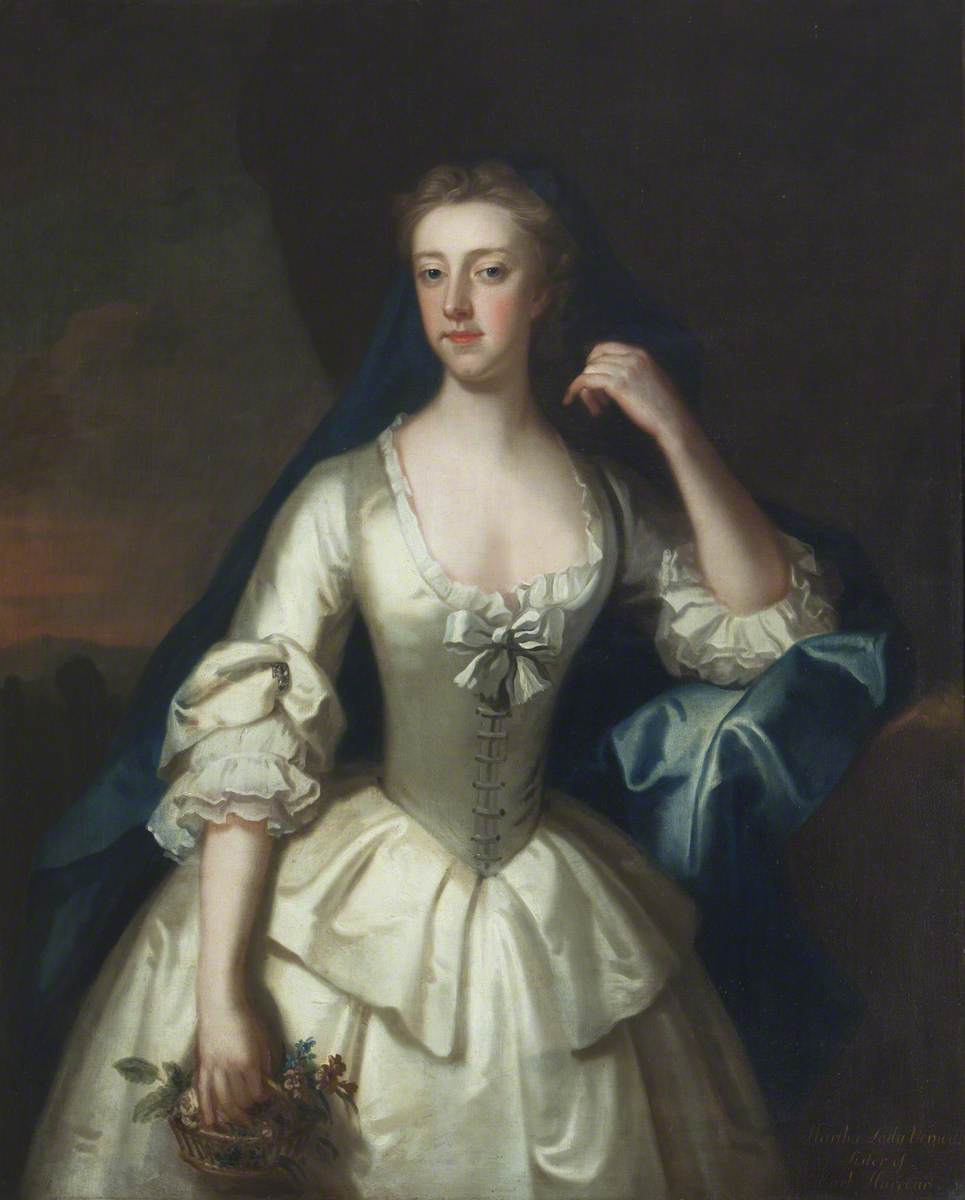
ヴァーノン男爵夫人マーサの肖像画。イーノック・シーマン画、1744年ごろ。

1744年4月10日、マーサ・ハーコート（Martha Harcourt、1715年7月15日 – 1794年4月8日、サイモン・ハーコート閣下の娘）と再婚、4男3女をもうけた。
- エリザベス（1746年1月21日 – 1826年1月25日） - 1765年9月26日、第2代ハーコート伯爵ジョージ・サイモン・ハーコート（英語版）（1809年4月25日没）と結婚、子供なし[9]
- ヘンリー（1747年4月17日 – 1829年3月20日） - 第3代ヴァーノン男爵[2]
- ウィリアム - 早世[2]
- キャサリン（1749年8月31日 – 1775年6月8日） - 生涯未婚[9]
- マーサ（1751年12月25日 – 1808年6月[9]）
- アン（1754年3月2日[11] – ?）
- エドワード（英語版）（1757年10月10日 – 1847年11月5日） - ヨーク大主教。1784年2月5日、アン・ルーソン＝ゴア（Anne Leveson-Gower、1832年11月16日没、初代スタッフォード侯爵グランヴィル・ルーソン＝ゴアの三女）と結婚、子供あり[12]